# Nouveau Système de Cotation
Het Nouveau Système de Cotation (NSC) is het handelssysteem voor de effectenhandel dat tegenwoordig gehanteerd wordt op de Beurs van Amsterdam, Euronext Amsterdam. Het systeem is op 29 oktober 2001 in gebruik genomen met als doel de terugloop in de handel tegen te gaan. In de negentiger jaren scoorde de Amsterdamse beurs slecht door een matig werkend geautomatiseerd systeem en hoge transactiekosten, het NSC was daarop het antwoord.
De financiële wereld is er een die in toenemende mate geïnternationaliseerd en geglobaliseerd wordt. De handel in effecten gaat op werkdagen 24 uur per dag voort: sluit de handel in Azië, begint Europa, sluit de handel in Europa, begint Amerika, enzovoort. Dit heeft onder meer tot gevolg dat Euronext Amsterdam niet meer de traditionele Nederlandse feestdagen als Hemelvaartsdag en Koninginnedag (wanneer die niet in het weekend valt) hanteert, op die dagen is de handel gewoon open.

De handel in effecten vindt continu plaats gedurende de openingsuren, wanneer er voldoende vraag en aanbod in een fonds is. Is er maar een beperkte handel in een aandeel, dan wordt de koers (marktprijs) vastgesteld via het auction-systeem, tweemaal per dag, bij het openen en het sluiten van de beurs.
Het NSC wordt gebruikt voor de handel in wat de “cash-instrumenten” genoemd worden. Dat houdt in dat de handel in aandelen, warrants, trackers, obligaties, beleggingsfondsen er in vastgelegd wordt. De handel in de derivaten (opties, futures) verloopt door een ander systeem. Overigens gaat dit dan natuurlijk alleen over de beurs-genoteerde handel, de OTC-handel (Over The Counter, tussen twee partijen onderling) valt hier geheel buiten.
Basis voor de opzet van het NSC is het Europees Markt Model (EMM). Acht Europese beurzen hebben samen het EMM gedefinieerd, het EMM is een beschrijving van hoe de beurzen vinden dat de Europese effectenmarkt georganiseerd moet zijn.

## Europees Markt Model

### Gecentraliseerde en order-gedreven markt
Gecentraliseerd houdt in dat er één systeem is, waarin alle orders samenkomen. Eén systeem bepaalt de prijs, bepaalt de tijd van binnenkomst van een order. Order-gedreven impliceert dat de marktprijs, de koers dus, wordt vastgesteld op basis van de in het orderboek aanwezige orders en de binnenkomende orders.

### Geautomatiseerde order matching en uitvoering
Matching is het proces van vergelijken van vraagprijs en aanbodprijs en beoordelen of er een overeenkomst, een match, mogelijk is. Geautomatiseerde matching houdt in dat zonder tussenkomst van mensen het systeem bepaalt of en wanneer een order uitgevoerd kan worden. Het systeem bepaalt op objectieve wijze of en welke order voor uitvoering in aanmerking komt.

### Anonimiteit
Onderdeel van die objectiviteit is de anonimiteit van de marktpartij. Het systeem legt wel vast wie aanbiedt en wie vraagt, maar toont dat niet. Wanneer een transactie op de beurs uitgevoerd wordt, dan kun je de hoeveelheid, de tijd, het fonds en de prijs zien, maar niet wie aankoper en wie verkoper is. Er is dan ook geen voorkeurspositie mogelijk voor bepaalde marktpartijen.

### Orderrangschikking
De orders worden gerangschikt naar prijs en naar tijd van invoeren. In eerste instantie naar prijs, de order die de gunstigste marge biedt wordt het eerst uitgevoerd. Bijvoorbeeld, wanneer je bij een huidige koers van 20,09 voor een aandeel ING een kooporder inbrengt voor 20,11, dan gaat die kooporder voor op orders van 20,10 die eventueel al eerder ingevoerd zijn, en al in het orderboek aanwezig zijn. Geef je daarentegen ook een prijs van 20,10 op, dan sluit je aan achter de orders met die prijs die in het orderboek staan.

### Liquiditeit
Voor het bevorderen van de handel in niet-courante aandelen worden voor zo’n instrument liquidity providers aangewezen (zie ook dealer)., die ervoor zorgen dat er altijd een bied- en een laatprijs voor het aandeel bekend zijn.

### Block trades
Block trades zijn grote partijen genoteerde effecten die buiten de beurs om verhandeld worden. Euronext biedt de mogelijkheid om buiten de centrale markt om te handelen, maar wel onder voorwaarden (minimale omvang van transactie, prijs mag niet te sterk afwijken van actuele koers). De transactie moet wel aangemeld worden en wordt op die voorwaarden gecontroleerd.

## Doorlopende Handel
De handel in de courante aandelen vindt doorlopend plaats. Volcontinu wordt de prijs aangepast op basis van de laatst uitgevoerd transactie. De handel vindt plaats gedurende de openingsuren, twee speciale momenten zijn de opening en de sluiting. Op die momenten wordt de prijs bepaald door de opening auction (openingsveiling) en de closing auction (sluitingsveiling). Vóór de opening en na de sluiting kan niet gehandeld worden, maar kunnen wel orders ingevoerd worden. Zo kom je tot zes fasen in een handelsdag:
- Pre-openingsfase
- Opening auction
- Continue handel
- Pre-closing fase
- Closing auction
- Trading-at-last fase

### Pre-openingsfase
Vanaf systeem-opening (in Amsterdam: 7:15 uur) tot aan de opening (Amsterdam: 9:00 uur). Orders kunnen ingelegd, gewijzigd en geroyeerd worden. De beursmembers hebben inzicht in het orderboek: in de vijf beste prijzen (5 laagste aankoop én 5 hoogste verkoop) en in de aantallen die met die prijs samenhangen. De theoretische openingsprijs wordt in deze fase continu berekend, de marktsituatie is zo op elk moment inzichtelijk.

### Opening auction
Tijdens de Opening Auction (Amsterdam: tussen 9:00:00 en 9:00:30, dus in die halve minuut) wordt de openingsprijs bepaald op basis van de in het orderboek aanwezige orders en het principe dat de prijs gekozen wordt op basis waarvan het grootste aantal aandelen verhandeld kan worden. Tijdens het bepalen van de prijs is het orderboek gesloten, maar daarna kan er gelijk gehandeld worden. Voor het bepalen van de openingsprijs krijgen bestensorders voorrang op limietorders.
Een voorbeeld van het berekening van de openingsprijs:
| Aankooporders | Aankooporders |  | Verkooporders | Verkooporders |
| aantal        | prijs         |  | aantal        | prijs         |
| 1000          | 20,00         |  | 700           | 20,50         |
| 200           | 20,10         |  | 200           | 20,40         |
| 300           | 20,20         |  | 200           | 20,30         |
| 400           | 20,30         |  | 700           | 20,20         |
| 100           | 20,40         |  | 200           | 20,10         |

Wanneer bij de auction deze orders met elkaar gematched worden, wordt bekeken hoeveel er voor welke prijs uitgevoerd kunnen worden
| prijs | aantal aankoop | aantal verkoop | aantal te verhandelen |
| 20,00 | 2000           | 0              | 0                     |
| 20,10 | 1000           | 200            | 200                   |
| 20,20 | 800            | 900            | 800                   |
| 20,30 | 500            | 1100           | 500                   |
| 20,40 | 100            | 1300           | 100                   |
| 20,50 | 0              | 2000           | 0                     |

Het hoogste aantal te verhandelen effecten is 800, dus in het voorbeeld zal de openingsprijs 20,20 worden.

### Continue handel
De eigenlijke handelsfase. Orders worden ingevoerd in het systeem. Worden ze niet direct uitgevoerd, dan komen ze in het orderboek. Orders in het orderboek kunnen gewijzigd worden, maar dan komen ze weer achteraan de rij te staan (eigenlijk worden ze dus als een nieuwe order bekeken).

### Pre-closing fase
De continue handel sluit (Amsterdam: 17:30 uur). Werkt hetzelfde als de pre-opening: wel invoeren van orders en in het orderboek kijken, maar geen handel.

### Closing auction
Het sluiten van de handel (Amsterdam: tussen 17:30:00 en 17:35:00). Werkt hetzelfde als de openingsauction, de slotprijs wordt op eenzelfde wijze bepaald.

### Trading-at-last fase
Handel na het sluiten van de beurs (in Amsterdam: van 17:35 tot 17:40). In een korte periode kunnen nog niet uitgevoerde orders alsnog uitgevoerd worden. Dit geldt overigens alleen voor limietorders met een prijs gelijk aan de sluitingsprijs.

## Niet-doorlopende handel: veiling
In de niet-courante effecten wordt niet de hele dag gehandeld. De principes van de handel zijn identiek aan de doorlopende handel, maar de continue fase is niet aanwezig.
- Pre-openingsfase. Van 7:15 tot 11:30
- Opening auction. Om 11:30
- Trading-at-last fase. Van 11:30 tot 12:00 is het mogelijk limietorders met een limiet gelijk aan de opening auction prijs te verhandelen.
- Pre-closing fase. Van 12:00 tot 16:30
- Closing auction. Om 16:30
- Trading-at-last fase, Van 16:30 tot 17:00 kunnen limietorders met een prijs gelijk aan de closing-auction verhandeld worden.
- Pre-openingsfase. Van 17:00 tot 17:40. In deze tijd kan er wel gehandeld worden, maar buiten het orderboek om. Verder gelden in het orderboek ingebrachte orders voor de volgende handelsdag.